# Marta Estévez García
Marta Estévez García (* 5. Juni 1997 in Spanien) ist eine luxemburgisch-spanische Fußballspielerin.

## Karriere

### Vereine
Geboren in Spanien, spielte sie später in der Jugend der Entente Wormeldingen-Hostert-Munsbach-CSG und absolvierte dort auch ihre ersten Partien in der luxemburgischen Dames Ligue 1. Ab 2022 spielte sie zwei Jahre für den Ligarivalen RFC Union Luxemburg und gewann in dieser Zeit jeweils zwei Mal das Double aus Meisterschaft und Pokal. Die Saison 2024/25 stand Estevez Garcia beim griechischen Rekordmeister PAOK Thessaloniki unter Vertrag und absolvierte dort 19 Ligaspiele. Anschließend kehrte sie im Sommer 2025 zu ihrem ehemaligen Verein RFC Union Luxemburg zurück.

### Nationalmannschaft
Am 29. Juni 2016 debütierte Estevez Garcia für die luxemburgische A-Nationalmannschaft im Testspiel gegen die Vereinigten Arabischen Emirate (5:2), als sie in der 66. Minute für Maité Machado Palma eingewechselt wurde. Ihre ersten Treffer erzielte sie dann am 11. April 2021 beim 2:1-Testspielsieg in Liechtenstein. Insgesamt erzielte die Mittelfeldspielerin in bisher 48 Länderspielen sieben Tore.

## Erfolge
- Luxemburgischer Meister: 2023, 2024
- Luxemburgischer Pokalsieger: 2023, 2024